# Сорово (Селянское сельское поселение)
Сорово — поселок в Вилегодском муниципальном округе Архангельской области.

## География
Находится в юго-восточной части Архангельской области, при автодороге 11К-142, на расстоянии приблизительно 32 км на северо-восток по прямой от административного центра района села Ильинско-Подомское на левом берегу реки Виледь.

## История
Основан в 1949 году. До 2020 года входила в состав Селянского сельского поселения до его упразднения.

## Население
Численность населения: 682 человека (русские 97 %) в 2002 году, 561 в 2010.